# Sismo do sul do Peru de 2001
O sismo do sul do Peru de 2001 ou terremoto de 2001 no sul do Peru ocorreu às 20h33min15 UTC (15h33min15 hora local) em 23 de junho com uma magnitude de momento de 8,4 e uma intensidade máxima na Escala de Mercalli de VIII (Grave). O terremoto afetou as regiões peruanas de Arequipa, Moquegua e Tacna. Foi o terremoto mais devastador no Peru desde o catastrófico terremoto Ancash de 1970 e globalmente o maior terremoto desde o terremoto de 1965 nas Ilhas Rat.

## Configuração tectônica
O Peru fica acima da fronteira destrutiva onde a Placa de Nazca está sendo subduzida abaixo da Placa Sul-americana. As duas placas estão convergindo uma para a outra a uma taxa de cerca de 78 mm ou 3 polegadas por ano. sudoeste do Peru tem uma história de terremotos muito grandes. O choque de 23 de junho se originou logo a sudeste da fonte de um terremoto de magnitude 7,7 que ocorreu em 1996 e parece ter envolvido a ruptura de parte do segmento de fronteira das placas que produziu um terremoto de magnitude aproximadamente 9,0 em 1868, foi destrutivo, várias cidades foram fortemente danificadas no terremoto de 23 de junho. O terremoto de 1868 produziu um tsunami que matou milhares de pessoas ao longo da costa da América do Sul e também causou danos no Havaí e o único registro de mortes por tsunami na Nova Zelândia.

## Terremoto
O terremoto ocorreu como resultado de falha de empuxo ao longo da interface do limite da placa. O início inicial consistiu em dois eventos separados por cerca de 6 segundos. Foi seguido por pelo menos um evento complexo maior ocorrendo cerca de 40 segundos depois. A área de ruptura determinada a partir da distribuição dos tremores secundários foi de 320 km x 100 km. A ruptura propagou-se unilateralmente do hipocentro em direção ao sudeste.

## Danos e vítimas
Pelo menos 74 pessoas foram mortas, incluindo 26 mortas por um tsunami. Pelo menos 2 687 ficaram feridos, 17 510 casas foram destruídas e 35 549 casas danificadas na área de Arequipa-Camana-Tacna. Outras 64 pessoas estavam desaparecidas devido ao tsunami na área de Camaná-Chala. Deslizamentos de terra bloquearam rodovias na área epicentral. Muitos dos edifícios históricos de Arequipa foram danificados ou destruídos, incluindo a torre esquerda da Basílica Catedral de Arequipa.
Algumas pessoas ficaram feridas e foram relatados danos na área de Arica, no Chile. Foi sentido em Arica, Iquique, Calama e Tocopilla, Chile. O terremoto também foi sentido fortemente no sul do Peru e norte do Chile e também na Bolívia. As alturas do tsunami perto de Camana foram estimadas a partir de evidências de campo como tendo atingido aproximadamente 7 m em alguns locais; em outros locais, a distância de inundação do tsunami estendeu-se por mais de 1 km da costa para o interior. Alturas das ondas do tsunami (pico a vale) registradas a partir de estações de marés selecionadas: 2,5 m em Arica; 1,5 m em Iquique; 1,0 m em Coquimbo, Chile.